# Gran Premi de Bèlgica del 2009
El Gran Premi de Bèlgica de Fórmula 1 de la Temporada 2009 es disputarà al circuit de Spa-Francorchamps, el 30 d'agost de 2009.

## Qualificacions
| Pos. | N. | Pilot                | Equip-motor            | Q1       | Q2       | Q3       | Graella |
| ---- | -- | -------------------- | ---------------------- | -------- | -------- | -------- | ------- |
| 1    | 21 | Giancarlo Fisichella | Force India - Mercedes | 1:45.102 | 1:44.667 | 1:46.308 | 1       |
| 2    | 9  | Jarno Trulli         | Toyota                 | 1:45.140 | 1:44.503 | 1:46.395 | 2       |
| 3    | 6  | Nick Heidfeld        | BMW - Sauber           | 1:45.566 | 1:44.709 | 1:46.500 | 3       |
| 4    | 23 | Rubens Barrichello   | Brawn - Mercedes       | 1:45.237 | 1:44.834 | 1:46.513 | 4       |
| 5    | 5  | Robert Kubica        | BMW - Sauber           | 1:45.655 | 1:44.557 | 1:46.586 | 5       |
| 6    | 4‡ | Kimi Räikkönen       | Ferrari                | 1:45.579 | 1:44.953 | 1:46.633 | 6       |
| 7    | 10 | Timo Glock           | Toyota                 | 1:45.450 | 1:44.877 | 1:46.677 | 7       |
| 8    | 15 | Sebastian Vettel     | Red Bull - Renault     | 1:45.372 | 1:44.592 | 1:46.761 | 8       |
| 9    | 14 | Mark Webber          | Red Bull - Renault     | 1:45.350 | 1:44.924 | 1:46.788 | 9       |
| 10   | 16 | Nico Rosberg         | Williams - Toyota      | 1:45.486 | 1:45.047 | 1:47.362 | 10      |
| 11   | 20 | Adrian Sutil         | Force India - Mercedes | 1:45.239 | 1:45.119 |          | 11      |
| 12   | 1‡ | Lewis Hamilton       | McLaren - Mercedes     | 1:45.767 | 1:45.122 |          | 12      |
| 13   | 7  | Fernando Alonso      | Renault                | 1:45.707 | 1:45.136 |          | 13      |
| 14   | 22 | Jenson Button        | Brawn - Mercedes       | 1:45.761 | 1:45.251 |          | 14      |
| 15   | 2‡ | Heikki Kovalainen    | McLaren - Mercedes     | 1:45.705 | 1:45.259 |          | 15      |
| 16   | 12 | Sébastien Buemi      | Toro Rosso - Ferrari   | 1:45.951 |          |          | 16      |
| 17   | 11 | Jaume Alguersuari    | Toro Rosso - Ferrari   | 1:46.302 |          |          | 17      |
| 18   | 17 | Kazuki Nakajima      | Williams - Toyota      | 1:46.307 |          |          | 18      |
| 19   | 8  | Romain Grosjean      | Renault                | 1:46.359 |          |          | 19      |
| 20   | 3‡ | Luca Badoer          | Ferrari                | 1:46.957 |          |          | 20      |

- Els monoplaces que portaven kers estan assenyalats amb un "‡".

## Cursa
| Pos. | N. | Pilot                | Constructor            | Voltes | Temps/Retirat    | Graella | Punts |
| ---- | -- | -------------------- | ---------------------- | ------ | ---------------- | ------- | ----- |
| 1    | 4‡ | Kimi Räikkönen       | Ferrari                | 44     | 1h 23' 50. 995   | 6       | 10    |
| 2    | 21 | Giancarlo Fisichella | Force India - Mercedes | 44     | + 0.939 s        | 1       | 8     |
| 3    | 15 | Sebastian Vettel     | Red Bull - Renault     | 44     | + 3.875 s        | 8       | 6     |
| 4    | 5  | Robert Kubica        | BMW Sauber             | 44     | + 9.966 s        | 5       | 5     |
| 5    | 6  | Nick Heidfeld        | BMW Sauber             | 44     | + 11.276 s       | 3       | 4     |
| 6    | 2‡ | Heikki Kovalainen    | McLaren - Mercedes     | 44     | + 32.763 s       | 15      | 3     |
| 7    | 23 | Rubens Barrichello   | Brawn - Mercedes       | 44     | + 35.461 s       | 4       | 2     |
| 8    | 16 | Nico Rosberg         | Williams - Toyota      | 44     | + 36.208 s       | 10      | 1     |
| 9    | 14 | Mark Webber          | Red Bull - Renault     | 44     | + 36.959 s       | 9       |       |
| 10   | 10 | Timo Glock           | Toyota                 | 44     | + 41.490 s       | 7       |       |
| 11   | 20 | Adrian Sutil         | Force India - Mercedes | 44     | + 42.636 s       | 11      |       |
| 12   | 12 | Sébastien Buemi      | Toro Rosso - Ferrari   | 44     | + 46.106 s       | 16      |       |
| 13   | 17 | Kazuki Nakajima      | Williams - Toyota      | 44     | + 54.241 s       | 18      |       |
| 14   | 3‡ | Luca Badoer          | Ferrari                | 44     | + 1' 42.177 min. | 20      |       |
| Ret  | 7  | Fernando Alonso      | Renault                | 26     | Retirat          | 13      |       |
| Ret  | 9  | Jarno Trulli         | Toyota                 | 21     | Frens            | 2       |       |
| Ret  | 22 | Jenson Button        | Brawn - Mercedes       | 0      | Accident         | 14      |       |
| Ret  | 8  | Romain Grosjean      | Renault                | 0      | Accident         | 19      |       |
| Ret  | 1‡ | Lewis Hamilton       | McLaren - Mercedes     | 0      | Accident         | 12      |       |
| Ret  | 11 | Jaume Alguersuari    | Toro Rosso - Ferrari   | 0      | Accident         | 17      |       |

- Els monoplaces que portaven kers estan assenyalats amb un "‡".